# Brooks Sports
Brooks Sports, Inc., også kendt som Brooks Running Company, er en amerikansk producent af løbesko, løbetøj og løbetilbehør til mænd og kvinder. Hovedkontoret er i Seattle, USA, og brandet er repræsenteret i 60 lande i hele verden. I Danmark er Brooks’ produkter siden 2018 blevet forhandlet af Brooks Scandinavia AB. Brooks Sports, Inc. er et datterselskab til Berkshire Hathaway. Brooks har siden 2011 været markedsførende i specialistløbebutikker i USA.

## Historie
Brooks blev grundlagt i Philadelphia, USA, af Morris Goldenberg i1914. Virksomheden producerede oprindeligt badesko, men i 1920-tallet begyndte Brooks at fremstille baseballsko, og i 1930-tallet kom sko til amerikansk fodbold på markedet.

## 1970’erne
I 1970-tallet udvidede Brooks sit sortiment med løbesko og introducerede flere teknologier, som stadig anvendes i løbesko i dag. Virksomheden indledte samarbejder med professionelle løbere, herunder Marty Liquori, en tidligere olympisk deltager, og i 1975 blev løbeskoen Villanova lanceret - Brooks første løbesko i high performance-segmentet. Villanova var den første sko på markedet med EVA – en skumplast som dæmper fodnedslaget – i mellemsålen, og teknologien blev snart anvendt af andre skoproducenter. Efter Villanova kom Vantage, som blev lanceret i 1977, og som havde en kile til at imødegå overpronation. Samme år blev Vantage takket være pronationskilen, dæmpning, fleksibilitet og slidstyrke, kåret som årets bedste sko i Runner’s Worlds årlige løbeguide. Villanova og Vantage etablerede Brooks som et af USA’s mest populære løbeskobrands, og salget tog fart. I slutningen af 1970-tallet var Brooks et af de tre største løbeskobrands i USA.

## 1980’erne
Succesen sluttede pludseligt i slutningen af 1980, da det viste sig, at Brooks’ fabrik i Puerto Rico ikke kunne imødekomme den større efterspørgsel og stadig bevare kvaliteten. Næsten 30 procent af de solgte sko blev sendt tilbage, og Brooks var tvunget til at kassere 50 000 defekte par sko. Kvalitetsproblemerne gav Brooks økonomiske vanskeligheder, og virksomheden ansøgte om konkursbeskyttelse. Truslen om konkurs blev dog afværget, da Brooks blev overtaget af skoproducenten Wolverine World Wide 1981.
Med nye ejere kunne Brooks igen fokusere på produktudvikling, og i 1982 blev Chariot lanceret. Modellen var en af de første på markedet med en såkaldt pronations kile, som gør skoen stabil uden at give afkald på smidigheden, og Chariot havde stor betydning for, hvordan løbesko blev designet fremover. I 1987 blev Brooks for women lanceret – en sko som var anatomisk tilpasset kvinder.

## 1990’erne
I 1992 og 1994 lancerede Brooks to skomodeller, som stadig findes i sortimentet. Beast kom med en teknologi, som gav løberen bedre bevægelseskontrol og større stabilitet, mens Adrenaline GTS havde en lidt hårdere mellemsål og var målrettet mod løbere med højere svang og bredere forfod. Beast blev en storsælger, og Adrenaline GTS er blandt de bedst sælgende løbesko nogensinde.
Wolverine World Wide solgte i 1993 Brooks til den norske investeringsvirksomhed Rokke, som dernæst solgte Brooks til J.H. Whitney & Co., en amerikansk investeringsvirksomhed, i 1998. I 1997 lancerede Brooks teknisk løbetøj til kvinder og mænd, og to år senere så sloganet Run Happy, som stadig bruges i dag, dagens lys.Tanken bag Run Happy var, at løb ikke skal være et nødvendigt onde, men derimod noget, løbere virkelig ser frem til og nyder, og at Brooks’ produkter derfor ”kunne give dem den løbeoplevelse, de efterspurgte”.

## 2000’erne
I 2001 blev den nuværende administrerende direktør Jim Weber ansat. Svage salgstal havde gjort, at virksomheden igen blev truet af kurs, og Weber fik af bestyrelsen til opgave at omstrukturere virksomheden. Weber besluttede at forvandle Brooks til et high performance-nichebrand inden for løb. Salget af sko til andre sportsgrene gik ned, og man fjernede alle lavprissko fra sortimentet samtidig med, at man øgede satsningen på produktudvikling. Eftersom produktudbuddet blev skåret med 50 %, faldt omsætningen til 20 millioner dollars, men tre år senere var omsætningen steget til 69 millioner dollars.
Brooks blev købt af Russel Athletic i 2004. To år senere blev virksomheden købt af Fruit of the Loom og blev dermed et datterselskab til Fruit of the Looms moderselskab, Berkshire Hathaway. I 2011 blev Brooks et selvstændigt datterselskab til Berkshire Hathaway.
I 2008 udviklede Brooks BioMoGo, en biologisk nedbrydelig mellemsål, som nu findes i de fleste Brooks-løbesko. Mens traditionelle EVA-mellemsåler har en nedbrydningstid på cirka 1 000 år, nedbrydes en BioMoGo-mellemsål på 20 år. Ved at anvende BioMoGo-mellemsåler i sine løbesko anslår Brooks, at mængden af affald er blevet reduceret med 15 000 ton over en 20-års periode. BioMoGo-teknologien kan frit anvendes af alle producenter.

## 2010’erne
Brooks præsenterede DNA i Brooks’ mellemsåler i 2010. Teknologien bygger på ikke-newtonsk væske og er den første Brooks-dæmpningsteknologi, som dynamisk tilpasser sig løberens fodnedslag. På den måde kan man tilpasse dæmpningen efter løberens alder, vægt, køn og hastighed.
Brooks blev markedsførende i amerikanske løbespecialbutikker i 2011, og året efter blev Brooks kåret af Footwear News til årets brand. Ved 100-års-jubilæet i 2014 havde virksomheden en markedsandel på 29 %, og omsætningen nåede en milepæl på 500 millioner dollars. Weber har udtalt, at Brooks med den årlige vækst, investeringer fra Berkshire Hathaway og støtten fra Berkshire Hathaways CEO, Warren Buffet, er på vej til at blive et billion dollar brand.
I 2014 lancerede Brooks stabiliseringsteknologien Guide Rails, som bygger videre på Brooks’ koncept om at lade kroppen bestemme, hvordan man løber. Traditionelt set har stabiliseringsteknologier haft afsæt i en korrigering af løbestilen. Guide Rails korrigerer ikke løbestilen, men bygger især på et system, som kun aktiveres, når kroppen har behov for det. Guide Rails er en specialkonstrueret stabiliseringshjælp i mellemsålen, som på en naturlig måde lader løberens fødder, hofter, knæ og led bevæge sig i overensstemmelse med deres unikke bevægelsesmønster. Endelig hjælper Brooks Guide Rails løberen med bevare effektive og naturlige bevægelser under løb samtidig med, at de forhindrer overrotation af knæ og fodled. Dermed mindskes risikoen for skader på knæ, hofter og ryg. Anden generation af Guide Rails blev lanceret i 2018.
I 2017 blev modellerne Glycerine og Launch kåret til Best Running Shoe af det amerikanske tidskrift Sports Illustrated. Samme år kårede det amerikanske Runner’s World modellen Adrenaline GTS 18 til Editor’s Top Choice,  og det amerikanske Men’s Fitness placerede modellen Levitate på listen over årets ti bedste løbesko.

## Bæredygtighed
The Brooks Running Responsibly Program er Brooks strategiske platform for bæredygtighed, og virksomheden udarbejder hvert år en offentlig rapport om dens mål. I 2014 indgik Brooks et partnerskab med Bluesign System og fik dermed adgang til Bluesigns standarder, som sigter mod at reducere kemikalie-, vand- og energspild i hele produktionskæden. Brooks er endda tilknyttet Sustainable Apparel Coalition, en global handelsorganisation, som arbejder på at reducere skoproduktionens indvirkning på samfundet og miljøet. Da den tyske forbrugerorganisationen Stiftung Warentest i 2015 kårede det sportsbrand, der har den mest etiske produktion, kom Brooks på førstepladsen. Kåringen tog hensyn til virksomhedens egne retningslinjer, skoproduktionen, produktionen af overdel og indersål, sålproduktionen og gennemsigtighed. 
Brooks’ hovedkontor i Seattle anses for at være en af verdens mest miljøvenlige bygninger. Bygningen bruger 75 % mindre energi sammenlignet med en gennemsnitlig kontorbygning i Seattle og indsamler og genbruger halvdelen af al regnvand, som falder på bygningen i løbet et af et år.